# Czarny obelisk
Czarny obelisk (Der schwarze Obelisk) – powieść niemieckiego pisarza Ericha Marii Remarque’a z 1956 roku. Polskiego przekładu dokonał Adam Kaska (Czytelnik, Warszawa 1983).

## Ogólna charakterystyka
Akcja rozgrywa się w Niemczech, w miasteczku Werdenbrück. Jest rok 1923, apogeum szalejącej inflacji zżerającej oszczędności i majątki tak bogatych przedsiębiorców, jak i drobnych ciułaczy. Bohaterowie, których młodość upłynęła w okopach I wojny światowej, muszą teraz walczyć o chleb i godność. Głównym bohaterem jest Ludwik Bodmer, zarazem rysownik, kierownik biura i szef reklamy zakładu pogrzebowego „Henryk Kroll i Synowie”, a jednocześnie poeta amator i muzyk. Jego życie upływa na pracy w firmie, wizytach w restauracji „Walhalla”, grze na organach w kaplicy szpitala dla umysłowo chorych i na dyskusjach z różnymi ludźmi. Konwersacje te prowadzi z Geneviève vel Izabellą Terhoven, schizofreniczką i pensjonariuszką zakładu dla umysłowo chorych, wikarym Bodendiekem, Georgiem Krollem i innymi. Rozmowy te często są ukierunkowane na zagadnienia egzystencjalne. Padają pytania, na które zazwyczaj bohater nie znajduje odpowiedzi. Przyczyną pytań często jest wojna, która Ludwikowi zabrała trzy lata z życia. Tytuł powieści nawiązuje do obelisku, który stoi przed zakładem pogrzebowym, a którego nie udaje się sprzedać.
W powieści zawarty jest satyryczny obraz społeczeństwa Republiki Weimarskiej. Znajdujemy tam znakomicie nakreślone, wyraziste charakterystyki postaci, rubaszny humor, liryczną zadumę i głęboki humanizm. Mamy do czynienia z analizą najrozmaitszych postaw ludzkich w czasach kryzysu. Powieść jest niekiedy również smutna i nostalgiczna, gdy główny bohater miota się między sensem a bezsensem, między poszukiwaniem dobra a odżegnywaniem się od zła. Z jego duchowych rozterek i tragicznych wspomnień wojny wyziera jednak wiara w nieugiętość człowieka. Ta głęboko ludzka książka wydaje się kwintesencją twórczości Remarque′a.

## Postacie
- Ludwik Bodmer – pracownik zakładu pogrzebowego „Henryk Kroll i Synowie”, poeta i muzyk. Jest narratorem w powieści. Można w nim dostrzec rysy autobiograficzne autora.
- Georg Kroll – młodszy z braci Krollów, współwłaściciel zakładu;
- Henryk Kroll (junior) – starszy z braci Krollów, współwłaściciel zakładu;
- Geneviève Terhoven vel Izabella  – pensjonariuszka zakładu dla umysłowo chorych, schizofreniczka;
- Edward Knobloch – właściciel restauracji;
- Bodendiek – miejscowy wikary;
- Wernicke – lekarz z zakładu dla umysłowo chorych;
- Aleksander Riesenfeld – handlowiec robiący interesy z braćmi Krollami;
- Kurt Bach – kamieniarz;
- Alfred Wilke – trumniarz;
- Liza Watzek – żona rzeźnika;
- Gerda Schneider – akrobatka.